# Store Syrte
31°46′00″N 18°30′20″Ø / 31.76667°N 18.50556°Ø
Store Syrte (Latin: Syrtis Major, i modsætning til Syrtis Minor der dækker over Gabèsbugten  beliggende i Tunesien), som ofte bliver omtalt som Sydrabugten, er en bugt i Middelhavet ved Libyens nordkyst. Navnet Store Syrte kommer fra romertiden hvor området blev benævnt Syrtis Major. Bugten udgør middelhavets sydligste del og er berygtet for sine rev og sandbanker. Store Syrte bliver nævnt i biblen og det nye testamente hvor apostlen Paulus genfortæller sin tur til Rom i lænker for at stå til regnskab for Kejser Nero. Skibets besætning var bekymret for at sejle ind i en storm i Syrte og forsøgte at undgå dette hvilket i stedet førte til forlis ved Malta.

## Geografi
Store Syrte har i århundreder været en centrum for tunfiskeri i Middelhavet. Bugten har givet navn til byen Sirte i den vestlige del af bugten.
Bugten måler 439 kilometer fra forbjerget af Ras Teyonas på den østlige side til forbjerget af  Ras Kasr Hamet på den vestlige side. Bugten rækker i alt 177 kilometer ind i landet  og dækker et areal på 57.000 kvadratkilometer